# 18128 Wysner
18128 Wysner (2000 OD5) là một tiểu hành tinh vành đai chính được phát hiện ngày 24 tháng 7 năm 2000 bởi nhóm nghiên cứu tiểu hành tinh gần Trái Đất phòng thí nghiệm Lincoln ở Socorro.